# Nerastria cnossia
Nerastria cnossia är en fjärilsart som beskrevs av Druce 1889. Nerastria cnossia ingår i släktet Nerastria och familjen nattflyn. Inga underarter finns listade i Catalogue of Life.